# 小永井一歩
小永井 一歩（こながい かずほ、1995年9月23日 - ）は、フリーアナウンサー。元ニッポン放送CP局報道スポーツコンテンツセンター報道部記者、アナウンサー。

## 来歴
神奈川県出身。2003年6月1日、小学2年時に初めて野球観戦した読売ジャイアンツ×阪神タイガース戦の翌日の試合で、高橋由伸のサヨナラホームランを見て感激し、以降地上波のテレビ中継開始前から試合中継をしているラジオ中継を視聴し、その中で実況アナウンサーのモノマネをするようになり、友人の前で披露し、評価されたことでアナウンサーを目指す。
早稲田大学進学以後、在学中はアナウンス研究会に所属した。以降、就職活動でアナウンサーを目指すが、目標が東京ドームの巨人戦や有馬記念等のG1レース実況としていたため、準キー局や基幹局のアナウンサー職を受験せず、一般企業と併願し、最後に選考が残ったニッポン放送から内定を受け、2018年3月、同大卒業後の同年4月、ニッポン放送へ入社。同大アナウンス研究会の先輩として洗川雄司が居る。同月29日、その洗川と同局の公開イベントニッポン放送 THEラジオパーク in 日比谷内のアナウンサートークショーに出演し、リスナーへ向けて披露された。
アナウンサー研修を経て、同年7月12日のフレッシュオールスターにてショウアップナイターに初登場。翌2019年7月11日のフレッシュオールスターにてイニング限定で実況を担当した後、2019年9月4日のRCCカープナイター（ヤクルト対広島）にて試合通しでの実況を初担当し、ショウアップナイターでも2019年9月14日（DeNA対ヤクルト）にて正式に実況を初担当した。
2021年5月30日、入社3年目で第88回日本ダービーを実況。その後、同年8月後半を最後に『ショウアップナイター』及びスポーツ実況の出演が一旦無くなり、『ショウアップナイター』の実況アナウンサー日替りリレーブログ執筆も2021年8月15日の更新分を最後に執筆メンバーとしての更新が停止された状態となった。
後に、同じCP局内の人事にてスポーツ部から報道部へ異動となり、報道業務の研修を受講を経て、翌年の2022年4月から正式に報道部記者としてニュースデスク及び取材活動を開始。報道部のPodcast番組である『ニッポン放送 報道記者レポート』の取材報告でも記者として出演。業務の扱いは記者職扱いとなっているが、事件・事故の取材リポートの場合にもアナウンサーの肩書きで紹介されており、同社Webサイト上では2022年11月時点でもアナウンサーとしてのプロフィールが掲載されている状態である、以降は報道部が関わる番組にパーソナリティとして出演する場合もアナウンサー肩書きで出演しており、同局アナウンサープロフィールにもラインナップされている。

## 人物
- スポーツ実況アナウンサーへの憧れを抱いていたので、小学生時代以降東京ドームへ試合観戦に通うことがあり、弟と一緒に球場内のニッポン放送ブースに中継準備中だった現在の先輩である松本秀夫を訪ねに行き、松本に「僕、大きくなったらスポーツアナウンサーになりたいんです!」と明かしたことがある[1][11]。また、声質が松本と似ていると自認している[11]。
- 後年、自身が代理アシスタントとして出演した『辛坊治郎ズーム そこまで言うか!』の番組内でアナウンス研究会の先輩に当たる、同じ放送グループの元アナウンサーであった逸見政孝の存在を認知して居なかった事に対し、逸見の影響を多大に受けて来た先輩である洗川はその事象に対してショックを覚えたと明かした[2]。
- 趣味は 野球観戦・競馬・旅・川歩き・美味しいもの探し・アイドルの応援[12]。

## 出演番組

### 現在
- ニッポン放送報道記者レポートパーソナリティー（報道部記者として）

### 過去
- 草野満代 夕暮れWONDER4（スポーツWONDER4）※月曜 - 2018年11月 -
- 高嶋ひでたけと里崎智也 サタデーバッテリートーク（スポーツニュース） - 2018年10月20日
- 鶴光の噂のゴールデンリクエスト（スポーツニュースショウアップ）※木曜 - 2020年11月12日 - 2021年3月18日
- 高嶋ひでたけ・森田耕次のキニナル・サタデー（キニナルスポーツ!） - 2020年11月14日 -  2021年3月27日
- ラジオ・チャリティー・ミュージックソン（ありがとう募金隊） - 2018年12月25日
- ニッポン放送ニューイヤースペシャル 松田丈志 Starting Over2019（手ぶらで返さない中継隊）※リポーター - 2019年1月1日
- ニッポン放送新春スペシャル スポーツイヤー START UP 2020（新春賑わい中継隊）※リポーター - 2020年1月1日
- ニッポン放送ショウアップナイター
  - ショウアップナイターハイライト※土曜 - 2019年4月 -
- 日曜競馬ニッポン→競馬中継（土田晃之 日曜のへそ内）